# Разжалованный (фильм, 2009)
«Разжалованный» — российский художественный фильм 2009 года.

## Сюжет
Главный герой — незаметный человек в звании рядового, бывший комбриг, в 1941-м году приговорённый к расстрелу из-за попадания в окружение. Волею случая ему удалось спастись, и теперь под чужим именем он воюет на фронтах Великой Отечественной войны.
Зима 1943 года, бои под Вязьмой. Лейтенант комендантской роты и старик-рядовой получают приказ — доставить в тыл, в распоряжение военного трибунала разжалованного лейтенанта, обвинённого в трусости. Лейтенант, третий день на фронте, не выполнил приказ наступать на высотку, занятую немцами, мотивируя своё решение боевым уставом, который предписывает наступать только после артподготовки.
Конвой ведёт разжалованного лейтенанта пешком по району недавних боёв, пробираясь к штабу 369-я стрелковой дивизии. В ходе своих странствий они наталкиваются на обезумевшую женщину, потерявшую мужа, затем на медсанбат, обосновавшийся в здании бывшей церкви в лесу. Выясняется, что штаб дивизии был передислоцирован ближе к передовой, а тяжелораненые — оставлены.
На эту же церковь выходит и группа немцев, прорывающаяся из окружения. Троица, вместе с ранеными способными держать оружие, вынуждена принять бой. В ходе скоротечного боя обе стороны понесли потери, и немцы вынуждены отойти. Из троицы в живых остаётся только старик-рядовой. Выясняется, что оба погибших были однофамильцами.

## В ролях
- Александр Михайлов — старик, бывший комбриг Владимир Михайлович
- Никита Тезин — разжалованный лейтенант Владимир Николаевич Смирнов
- Филипп Бажин — следователь, младший лейтенант Владимир Иванович Смирнов
- Ольга Лапшина — женщина
- Марина Куделинская — военврач Софья Борисовна
- Андрей Межулис — политрук
- Денис Карасёв — комбат
- Михаил Солодко — беглый
- Николай Козак — солдат

## Призы и премии
- 2010 — две премии ТЭФИ: «Лучший сценарий» и «Лучший телефильм года»[1][2]